# Sultans of Swing: The Very Best of Dire Straits
Sultans of Swing: The Very Best of Dire Straits är ett greatest hits-album av Dire Straits släppt 1998, döpt efter deras hitsingel "Sultans of Swing" från 1978. Det är det andra greatest hits-albumet av gruppen.
Albumet släpptes ännu en gång 2002, men då på DVD. Den innehåller musikvideor till alla låtar från CD-albumet samt en kortare intervju med Mark Knopfler där han berättar om varje låt.

## Låtlista

### Skiva 1
1. "Sultans of Swing" (från Dire Straits, 1978) – 5:50
2. "Lady Writer" (från Communiqué, 1979) – 3:49
3. "Romeo and Juliet" (från Making Movies, 1980) – 6:05
4. "Tunnel of Love" (från Making Movies, 1980) – 8:14
5. "Private Investigations" (från Love Over Gold, 1982) – 5:54
6. "Twisting by the Pool" (från ExtendedancEPlay, 1983) – 3:36
7. "Love Over Gold" (live, från Alchemy: Dire Straits Live) – 3:40
8. "So Far Away" (från Brothers in Arms, 1985) – 4:03
9. "Money for Nothing" (från Brothers in Arms, 1985) – 4:09
10. "Brothers in Arms" (från Brothers in Arms, 1985) – 4:55
11. "Walk of Life" (från Brothers in Arms, 1985) – 4:12
12. "Calling Elvis" (från On Every Street, 1991) – 4:41
13. "Heavy Fuel" (från On Every Street, 1991) – 5:01
14. "On Every Street" (från On Every Street, 1991) – 4:39
15. "Your Latest Trick" (live, från On the Night) – 5:41
16. "Local Hero/Wild Theme" (live, från On the Night, DVD version) – 4:23

### Skiva 2
1. "Calling Elvis" (live)
2. "Walk of Life" (live)
3. "Last Exit to Brooklyn" (live)
4. "Romeo and Juliet" (live)
5. "Sultans of Swing" (live)
6. "Brothers in Arms" (live)
7. "Money for Nothing" (live)

Skiva 2 är inspelad i Royal Albert Hall, London, den 23 maj 1996, under Mark Knopflers första soloturné.